# Страшимирит
Страшимирит (символ IMA: Ssh) — рідкісний моноклінний мінерал, що містить арсен, мідь, водень і кисень. Має хімічну формулу Cu8(AsO4)4(OH)4·5(H2O).
Цей мінерал був відкритий у мідному родовищі «Запачица» (Своге, Софійська область, Болгарія) у 1960 році болгарською мінералогинею Йорданкою Мінчевою-Стефановою. Вона назвала його на честь Страшимира Димитрова (1892—1960), професора мінералогії та петрографії Софійського університету «Св. Климент Охридський», Болгарія. Міжнародна мінералогічна асоціація затвердила його як новий мінерал у 1968 році.
Виникає як вторинна мінеральна фаза в зоні окислення родовищ арсеніду міді. Зустрічається у асоціації з тиролітом, корнвалітом, кліноклазом, евхроїтом, олівенітом, парнауїтом, гудеїтом, артуритом, метацейнерит, халькофілітом, ціанотрихітом, скородитом, фармакосидеритом, брошантитом, азуритом, малахітом і хризоколою.
Незважаючи на те, що він залишається досить рідкісним, страшимирит згодом був виявлений у низці локацій, зокрема: у Нововескій Гуті в Чехії; на західному фланзі Чербадунг (Піццо Сервандоне), Біннталь, Вале, Швейцарія; у Камсдорфі та Заальфельді, Тюрінгія, Німеччина; у шахті «Клара» поблизу Обервольфаха, Шварцвальд, Німеччина; в горах Ріхельсдорф, Гессен, Німеччина; в шахті «Кап-Гаронн», поблизу Ле Праде, Вар і Трімбах-о-Валь, Верхній Рейн, Франція; Вілс Горланд та Юніті, Гвеннап, Корнуол, Англія; у копальні «Tynagh», біля Лохрея, графство Голвей, Ірландія; у копальні «Majuba Hill», район Антилопа, графство Першинг, Невада, США; у копальні «Centennial Eureka», округ Тінтік, графство Джуеб, Юта, США.